# Athanasia vestita
Athanasia vestita là một loài thực vật có hoa trong họ Cúc. Loài này được (Thunb.) Druce mô tả khoa học đầu tiên năm 1917.